# Partit Democràtic Popular Socialista de Lituània
El Partit Democràtic Popular Socialista de Lituània (lituà Lietuvos socialistų liaudininkų demokratų Partija), LSLDP) va ser un partit polític lituà en el període d'entreguerres. Va ser establert el 1917 i va subsistir fins al 1922, quan es va fusionar amb la Unió d'Agricultors de Lituània. El partit va ser creat a Vorónej per Mykolas Sleževičius, Felicija Bortkevičienė, i altres, sobretot des de l'ala esquerra de Partit Democràtic de Lituània.
El 1917 Jonas Vileišis, membre del partit, va ser triat per al Consell de Lituània. El partit va adoptar els seus estatuts el 1919 i va proclamar que l'objectiu principal del partit era treballar per la nacionalització de la terra. Va aconseguir nou escons, d'un total de 112 en l'Assemblea Constituent de Lituània i sis escons d'un total de 78 a les eleccions del Seimas el 1922. El partit va publicar diversos periòdics polítics. El 3 desembre de 1922, el Partit Democràtic Popular Socialista de Lituània es van fusionar amb la Unió d'Agricultors de Lituània i va formar un nou partit polític conegut com a Unió Popular Agrària Lituana.

## Resultats electorals
| Any  | Vots   | %    | Escons  | +/- |
| ---- | ------ | ---- | ------- | --- |
| 1920 | 39,264 | 5.75 | 9 / 112 | Nou |
| 1922 | 8,506  | 1.05 | 5 / 78  | 4   |